# Зарічна Слобода
Зарічна Слобода (рос. Заречная Слобода) — село у Можайському районі Московської області Російської Федерації

## Розташування
Село Зарічна Слобода входить до складу міського поселення Можайськ, воно розташовано на північний захід від Можайська, воно розташовано на березі річки Москви. Найближчі населені пункти Нове, Гідровузол, Кукаріно, селище Ліспромгосп. Найближча залізнична станція Можайськ.

## Населення
Станом на 2006 рік у селі проживала 141 особа, а в 2010 — 148 осіб.